# Hartmann I. (Württemberg)
Hartmann I. (* um 1160; † 19. August [um] 1240) war Graf von Württemberg.
Die Brüder Hartmann I. und Ludwig III. nannten sich beide gleichzeitig „Graf von Wirtemberg“, so dass davon auszugehen ist, dass beide die Grafschaft gemeinsam verwalteten. Beide sind Söhne des Grafen Ludwig II. Urkundlich erwähnt werden beide bei König Otto IV. auf rheinischen, schwäbischen und fränkischen Pfalzen. Hartmann begleitete Otto auch nach Rom zu seiner Kaiserkrönung und wird mehrfach als Zeuge in den vom Kaiser in Italien aufgestellten Urkunden erwähnt. Nach der Erhebung Friedrichs II. von Staufen zum König und Kaiser wandte er sich mit seinem Bruder den Staufern zu: Beide standen Friedrich und seinem Sohn und Mitkönig Heinrich (VII.) bei wichtigen Reichsverhandlungen zur Seite.
Hartmann richtete seine Territorialpolitik durch die Heirat mit einer Erbtochter der Grafen von Veringen auf Oberschwaben aus. Er erwarb dort Güter, die bis etwa in das Jahr 1200 im veringischen, nachher aber im württembergisch-grüningischen Besitze vorkamen (zum Beispiel Altshausen, Burg Alt-Veringen selbst, Rechte zu Eschach, und die Grafschaft des östlichen Apphagaues), sowie Grüningen, nach dem sich sein Sohn Konrad III.von Württemberg ab 1227 Konrad von Grüningen nennt (ego Cunradus dei gratia comes de Gruningen).
Als weiterer Sohn Hartmanns gilt der 1231 genannte Hermann von Württemberg, der als ein genealogisch wichtiges Bindeglied zwischen Graf Hartmann I. und Graf Ulrich dem Stifter angesehen wird.
Außer Teilen der Grafschaft Veringen kamen durch Hartmanns Heirat auch der Vorname Eberhard und das Hirschstangen-Wappen der Veringer ins Haus Württemberg. Entgegen Schwennicke kann Hartmanns Ehefrau allerdings keine Tochter Graf Wolfrads I. von Veringen (urk. 1160–1216) gewesen sein, denn dann hätte die um 1252/54 geschlossene Ehe des Enkels Hartmann I. von Grüningen mit Wolfrads I. Urenkelin Hedwig von Veringen im verbotenen Grad 3 : 3 gestanden. Der Dispens des Papstes Innozenz IV. für diese Heirat von 1252 und 1254 wurde jedoch wegen Verwandtschaft im vierten Grad erteilt. Daher und wegen des von den Veringern ins Haus Württemberg übernommenen Vornamens Eberhard halten Decker-Hauff und andere Forscher Wolfrads I. söhnelosen Bruder Graf Eberhard I. von Veringen (urk. 1160/69–1185/86) für den Schwiegervater Hartmanns I. von Württemberg. In diesem Fall waren die Eheleute Hartmann I. von Grüningen und Hedwig von Veringen 1252/54 genau in dem im Dispens beschriebenen Grad 4 : 4 miteinander verwandt.   
Kinder aus der um 1190 geschlossenen Ehe Graf Hartmanns I. von Württemberg mit einer Gräfin von Veringen waren:   
- Konrad III. (I.) Graf von Württemberg-Grüningen, * um 1190/95,[7] urk. 1226–1228, tot 1239[8]
- Hermann von Württemberg, * um 1190/95, urk. 1231, tot 1236[9]
- (?) Willibirg, urk. 1236, tot 1252, ⚭ Wilhelm I. Graf von Tübingen[10]
- (?) Elisabeth, "Gräfin von Grüningen", * um 1190/1200, tot 1251,[11] ⚭ Konrad III. Graf von Oettingen, urk. 1223, † 1241/42[12]